# نديم قبيسي
 نديم قبيسي ولد عام 1990، باحث في علوم الكمبيوتر متخصص في التشفير التطبيقي وأستاذ في جامعة نيويورك فرع باريس. صمم قبيسي تطبيق كريبتوكات للدردشة ويب مشفرة ومفتوحة المصدر. قبيسي معروف بمناهضته علنًا لعمليات الحجب على الإنترنت ومراقبته.

## النشأة والتعليم
ولد القبيسي في بيروت في لبنان، ودرس علم النفس في الجامعة اللبنانية الأمريكية في بيروت من الأعوام 2008-2009، وتخرج بدرجتي العلوم السياسية والفلسفة في جامعة كونكورديا في مونتريال في عام 2013.
درس بعدها الدكتوراة في التشفير التطبيقي في المعهد الفرنسي للبحوث في علوم الحاسوب والأتمتة  في فرنسا، وعمل في Microsoft Research في كامبريدج في المملكة المتحدة.

## الأبحاث
قبيسي هو المبرمج الرئيسي لكريبتوكات الذي قدمه في عام 2012 في مؤتمر HOPE للقراصنة الإلكترونيين في مدينة نيويورك. وعبر العام التالي، قدم قبيسي خطابات وأبحاث متعلقة بالكريبتوكات في مؤتمر Liberty الذي نظمته جوجل ومؤتمر SHARE في بيروت ومؤتمر SIGINT2013 الذي نظمه نادي كايوس للحاسوب وRightsCon في ريو دي جانيرو وRepublika في مدينة رييكا في كرواتيا.
يُعرف قبيسي أيضًا باكتشافه لمشكلة الخصوصية في نظام التشغيل ويندوز 8 الذي كان يبلغ نظام التشغيل في مايكروسوفت بشكل تلقائي عن التطبيقات التي كان المستخدمون يقومون بتثبيتها بطريقة غير آمنة. at RightsCon in Rio de Janeiro, اختار موقع Gizmodo بحث قبيسي هذا، وأصدرت شركة مايكروسوفت ردًا. قبيسي أيضًا أحد المؤيدين المعروفين لتشفير المتصفح، وهو عضو في مجموعة عمل تشفير الويب W3C.

## الأنشطة
في عام 2010، كان قبيسي أحد أوائل الداعمين لشبكة دعم تشيلسي مانينغ. وقام بتنظيم مسيرة عبر مونتريال في شهر كانون الأول من ذلك العام لدعم ويكيليكس، وأدار موقع مرآة ويكيليكس ودافع عنها في مختلف المنشورات الإخبارية الكندية. خلال عامي 2011 و2012، تم استضافة قبيسي في برنامج CHOMP.FM، وهو برنامج إذاعي حول النشاط على الإنترنت كان يتم بثه أسبوعيًا على محطة راديو CKUT-FM في مونتريال. وشمل البرنامج استضافة ضيوف من مؤسسة الجبهة الإلكترونية وباحث الأمن بروس شنير والصحفي غلين غرينوالد.
في عام 2013، قاد قبيسي حملة باسم Skype Open Letter والتي جمعت أكثر من أربعين منظمة بما في ذلك مؤسسة الجبهة الإلكترونية  ومراسلون بلا حدود ومعهد التكنولوجيا المفتوحة، في مسعى لدعوة شركتي مايكروسفت وسكايب إلى إصدار تقارير الشفافية فيما يتعلق بقيام سكايب بالرصد والمراقبة. نجحت الجهود، وأصدرت مايكروسوفت تقرير الشفافية الأول بعد وقت قصير من نشر الرسالة.

## إثارة الجدل

### الاعتقال ومحاولة الاصطياد
تم احتجاز قبيسي واستجوابه على الحدود الأمريكية من قبل وزارة الأمن الداخلي في شهر حزيران من 2012 بشأن مقاومة برنامج كريبتوكات للرقابة. قام قبيسي بتغريدة على تويتر حول ذلك الحادث مما أدى إلى تغطية إعلامية وارتفاع في مستوى شعبية كريبتوكات. وكان يتم تفتيش قبيسي بانتظام واستجوابه كلما استقل رحلة في الولايات المتحدة في عام 2012.
في عام 2012، حاول مكتب التحقيقات الفيدرالي التصيد لقبيسي باستخدام سابو الذي يعتبر قرصان إلكتروني أميركي منضم إلى مجموعة لولزسك، ومخبر سري. وقد رد قبيسي على ذلك في مدونته قائلاً:
| نديم قبيسي | جميع القراصنة الشباب في الخارج- استخدم مواهبك للبحث. لا تقبل أبدًا بالقيام بشيء غير قانوني مع أي شخص، حتى لو فعلوا ذلك معك. | نديم قبيسي |

### نقاط ضعف تطبيق كريبتوكات
في منتصف عام 2013، تم اكتشاف ثغرات أمنية حرجة وإصلاحها في برنامج كريبتوكات كان من المحتمل أن تكشف الاتصالات المسبقة عبر برنامج الدردشة لأكثر من عام. تم قصر الثغرة على الدردشة الجماعية ولم تؤثر على المحادثات الفردية الخاصة. تركز الجدل الذي تلا ذلك على قلة المعرفة الفنية لنديم والآخرين الذين عملوا في المشروع. وقد كتب ستيف توماس الباحث الأمني الذي اكتشف نقاط الضعف مدونة ينتقد بها كريبتوكات قائلاً أن من يدير البرنامج أشخاص لا يعرفون التشفير ويرتكبون أخطاء غبية، وليس لديهم ما يكفي من العيون التي تبحث في الكود الخاص للعثور على الأخطاء. ومع ذلك، تمت إزالة هذا التعليق في إصدارات أحدث من مدونة توماس.
وفي الوقت نفسه، وصفت مدونات أمنية ومواقع إخبارية أخرى نقطة الضعف هذه بأنها «اعتراف مسؤول» وأشادت بشفافية كريبتوكات فيما يتعلق بالثغرات وتحذيرات قبيسي المتعلقة بالطبيعة التجريبية للمشروع. لاحظ آدم كوديل الذي يعتبر باحث أمن مستقل أن مطوري كريبتوكات لم يفهموا البيانات التي كانوا يعملون معها، وأنه يمكن لأي شخص اختراق المفاتيح في فترة زمنية قصيرة مخيفة. وصرح كودل لاحقًا أيضًا أنه حتى في ظل الخلاف، لا يزال كريبتوكات يحقق هدفه الأساسي.
تحدث قبيسي عن الخدمات الأخرى باستخدام التشفير؛ ففي مقال في  مجلة فوربس على الإنترنت حول أمان خدمة التخزين المشفرة في موقع MEGA، قال قبيسي الذي عبر عن قلقه مع باحثين آخرين في مجال الأمن «إنه موقع لطيف، ولكن عندما يتعلق الأمر بالتشفير يبدو أنهم ليس لديهم أي خبرة». جعل هذا من مناقشة نقاط ضعف كريبتوكات أكثر أهمية بين الباحثين في مجال الأمن. ومع ذلك، اعتمد موقع MEGA في نهاية المطاف نقد قبيسي، ونفذ التغييرات المقترحة على أساليب تسليم شفرة التشفير الخاصة بهم.

### ادعاءات حول مغادرة تطبيق Peerio
في كانون الثاني عام 2016، قام قبيسي بنشر تغريدة حول أسباب مغادرته شركة Peerio التي شارك في تأسيسها، وهي شركة اتصالات مشفرة قائمة على نظام كلاود. وكانت الأسباب تتمحور حول خطط محتملة لبيع إصدارات من تطبيق Peerio لبعض العملاء، ولكن سرعان ما نفت الشركة هذه المزاعم على مدونتها الخاصة.

## روابط خارجية
- الموقع الشخصي
- تويتر
- كريبتوكات
- أنابنيا
- "Online chats, off the record: Cryptocat puts privacy back on the Web", RT, 20 April 2012.
- Curtis, Christopher. "Free encryption software Cryptocat protects right to privacy: inventor", Ottawa Citizen, 17 February 2012.
- "Nadim Kobeissi, a student at Concordia University, is helping to organize a rally ...", Daily Motion (video), 7 March 2011.